# Direkt (hrvatska stranka)
Direkt je hrvatska politička stranka zelene ljevice i lijevog centra sa sjedištem u Splitu.
Na lokalnim izborima 2025. kandidat stranke Direkt za gradonačelnika Splita, Davor Matijević, dobio je 11,16 % glasova u prvom krugu te,u Splitskoj skupštini osigurao 5 zastupnika u koaliciji s Možemo i SDP-om od čega su 2 zastupnička mijesta pripala Direktu. Na izborima za skupštinu Splitsko‑dalmatinske županije Direkt je izašao u istoj koaliciji, koja je osvojila 8 mandata, odnosno 15,33 % (13 089) glasova.

## Povijest
Pametno za Split i Dalmaciju formalno je promijenila ime 17. prosinca 2021. godine kada je na skupštini stranke odlučeno o promjeni imena u Direkt. Ova promjena bila je motivirana željom za distanciranjem od nacionalne stranke Centar, koju su osnovali Marijana i Ivica Puljak, bivši članovi Pametnog. Sam Pametno za Split i Dalmaciju bio je nastavak građanske inicijative "Za pametne ljude i pametan grad", koju je 2013. godine osnovala Marijana Puljak.